# Cölestin Hoffmann von Greiffenpfeil

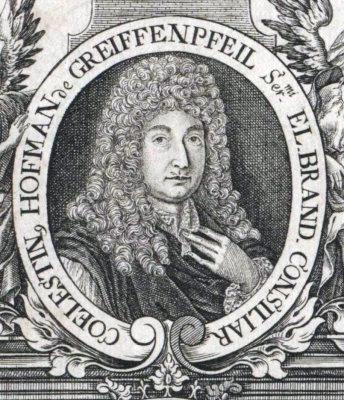
Coelestin Hofman von Greiffenpfeil

Cölestin Hoffmann von Greiffenpfeil (auch Coelestin Hofman de Greiffenpfeil, Coelestinus Hofman von Greifenpfeil; * 22. Oktober 1635 in Frankfurt (Oder); † 5. August 1688 ebenda) war ein deutscher Kaufmann und Bürgermeister.

## Leben
Cölestin Hoffmann von Greiffenpfeil war ein Sohn des Frankfurter Bürgermeisters Melchior Hoffmann von Greiffenpfeil († 9. Mai 1659) und dessen Ehefrau Eva geb. Becker. Sein Vater wurde von Kaiser Leopold I. der Reichsadelsstand verliehen. Greiffenpfeil war kurbrandenburgischer Rat und Bürgermeister von Frankfurt/Oder. Des Weiteren war er Erbherr auf Schönefeld, Heinrichsdorff, Rosenfeld, Steckelin und Kehrberg. Seine Familie erwarb im Pommern im Kreis Greifenhagen mehrere Güter. Am 15. Juli 1685 bestätigte ihm Kurfürst Friedrich Wilhelm von Brandenburg den Adelsstand. 1688 stiftete er in seinem Testament 600 Taler für ein Familienbegräbnis im Nordturm der Frankfurter Marienkirche. Der Barockdichter Gotthilf Treuer verfasste eine Trauerschrift auf Greiffenpfeil. Am 10. Januar 1699 erhob Kaiser Leopold I. seinen Sohn Melchior Hoffmann in den Reichsfreiherrenstand mit verändertem Wappen.

## Familie
Cölestin Hoffmann von Greiffenpfeil war verheiratet mit Johanna Margaretha Riedel von Löwenstern (* 29. Oktober 1636; † 12. September 1689), Tochter des Breslauer Ratsherrn Matheus Riedel von Löwenstern und dessen Ehefrau Margaretha Becker von Rosenfeldt. Der Sohn Melchior wurde preußischer Obristleutnant und war ab 1697 Erbherr auf Heinrichsdorf. Dessen Sohn Gustav Eberhard wurde Landrat des Kreises Greifenhagen.

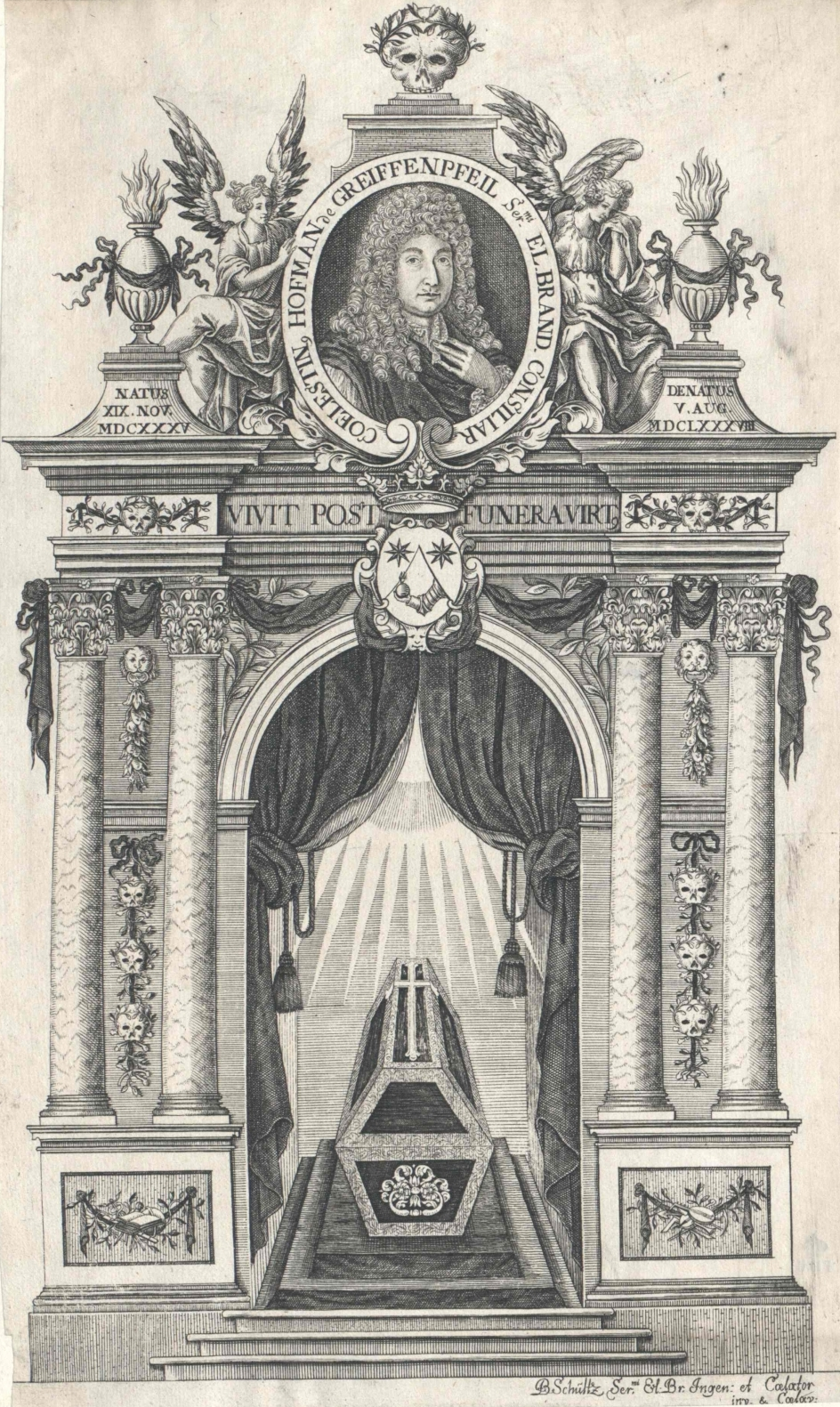
Ansicht des Grabmals Greiffenpfeil in der Frankfurter Marienkirche Ende 17. Jh.
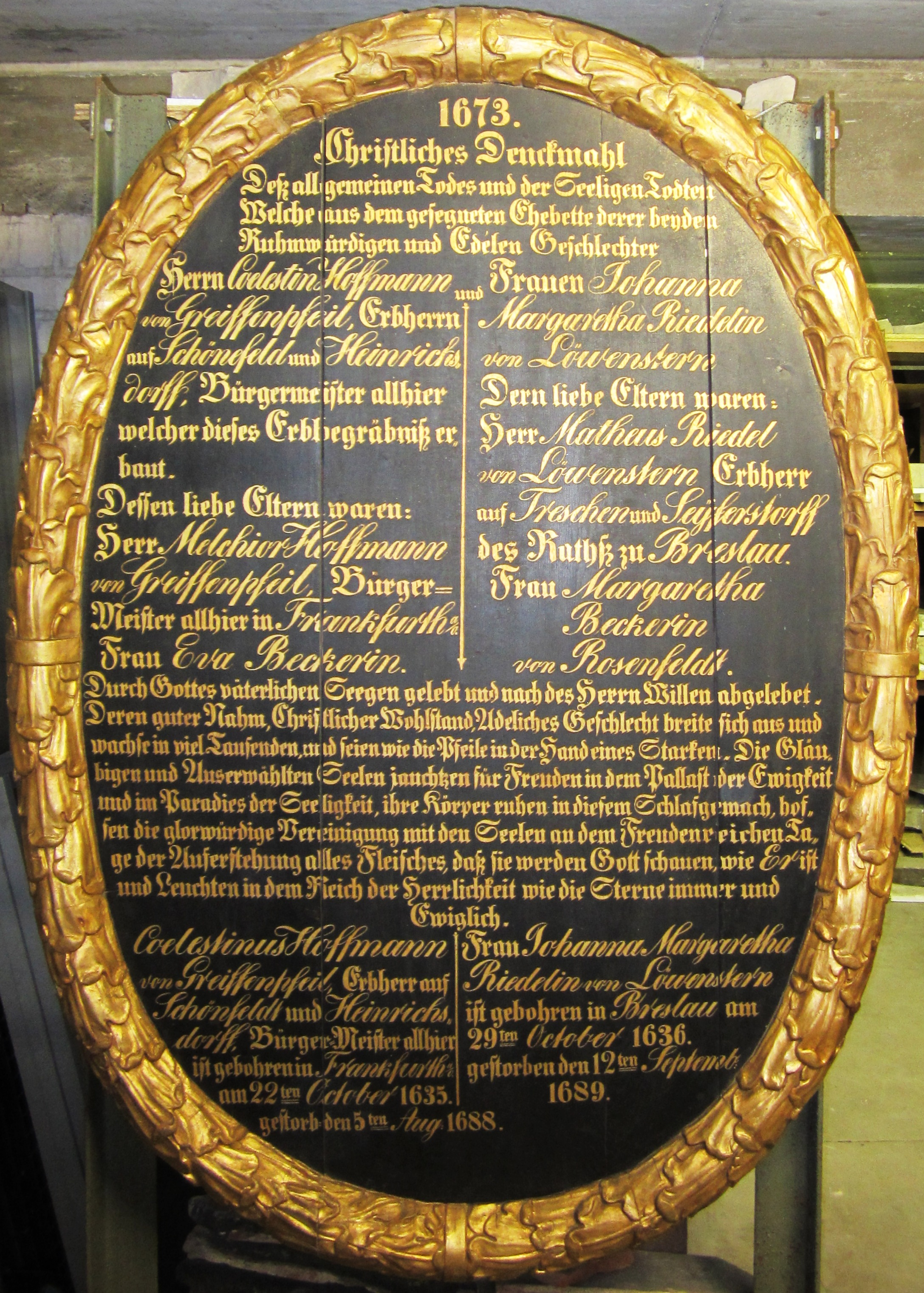
Epitaph der Eheleute
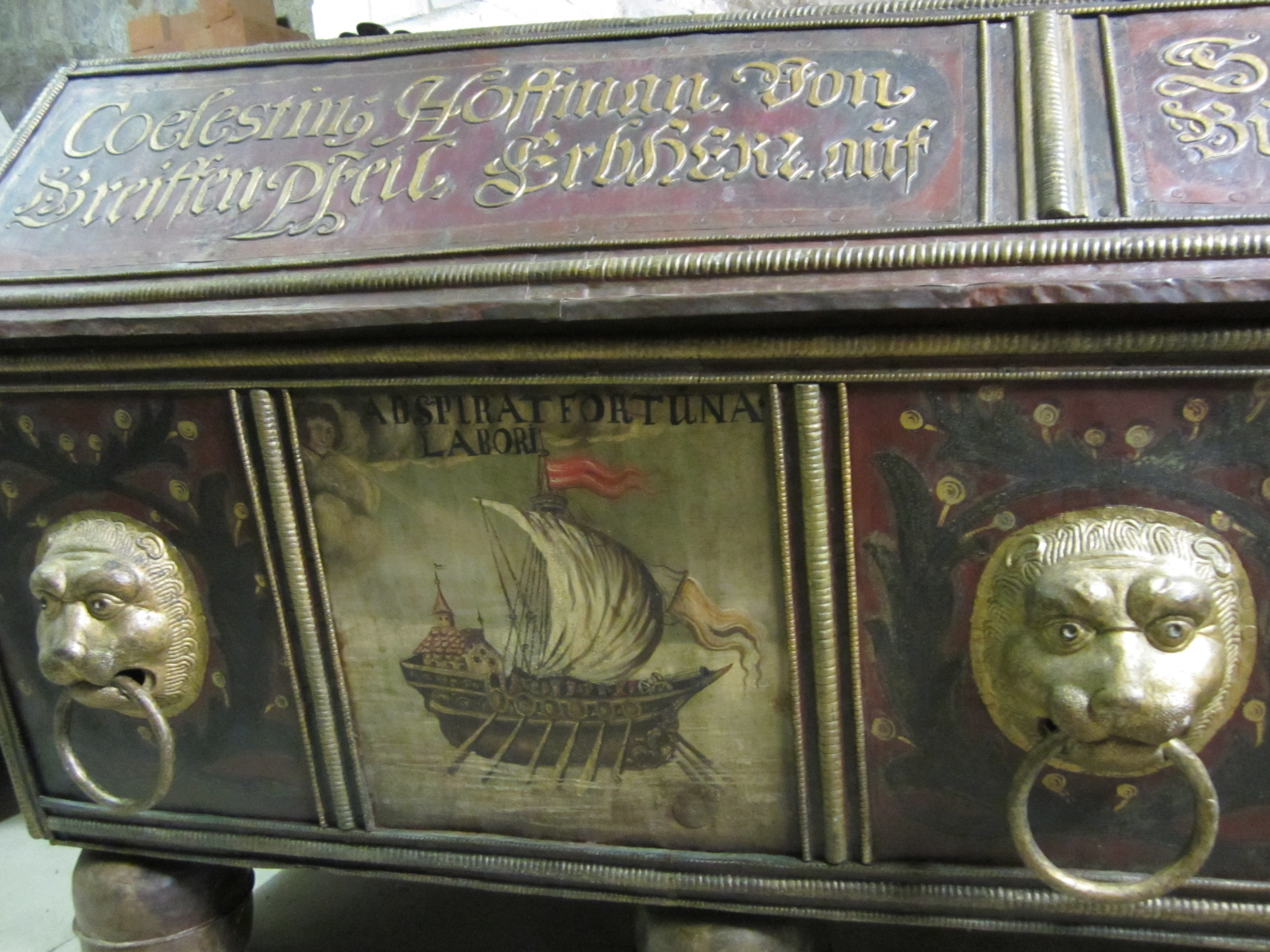
Sarg des Cölestin